# Selfizm
Selfizm - ideologia zakładająca supremację ludzkiego „ja”, kult samouwielbienia stanowiący substytut religijności.
Termin ten wprowadził Paul Vitz w książce zatytułowanej Psychologia jako religia. Jako prekursora selfizmu wskazał Ludwika Feuerbacha - autora zasady Homo homini Deus est, a także niektórych poetów, pisarzy i duchownych amerykańskich wyznających kult amerykańskiego indywidualizmu i jednostkowości. Główną jednak siłę sprawczą rozpowszechnienia selfizmu upatruje Vitz w oddziaływaniu psychologii „ja” takich psychoterapeutów, jak Carl Gustav Jung, Abraham Maslow, Carl Rogers, Erich Fromm, Rollo May i in.
Selfizm ma prowadzić zdaniem Vitza do racjonalizacji konsumpcjonizmu oraz rozwoju w szerokim wymiarze społecznym narcystycznej patologii osobowości. Kultura rozwijająca się w duchu selfizmu jest zaprzeczeniem chrześcijaństwa.